# Saint-Clair-sur-les-Monts
Saint-Clair-sur-les-Monts é uma comuna francesa na região administrativa da Normandia, no departamento de Sena Marítimo. Estende-se por uma área de 4,07 km². Em 2010 a comuna tinha 612 habitantes (densidade: 150,4 hab./km²).